# Це ми, Господи!..
«Це ми, Господи!..» (рос. «Это мы, Господи!..») — український радянський драматичний воєнний фільм Олександра Ітигілова на основі повісті Костянтина Воробйова «Убиті під Москвою».

## Сюжет фільму
Події у фільми розгортаються взимку 1941 року, коли німці впритул підійшли до Москви. На деяких ділянках фронт був прорваний німецькими військами, а закривати прогалини кинули ополченцями та кремлівськими курсантами. Хлопці молоді і не ще не «нюхали пороху». Командування ротою призначили капітану Рюміну, а одному із чотирьох взводів — лейтенанту Ястребову. Спочатку бійці відсиджувались в окопах з наказом не відступати. Після артилерійського обстрілу з боку німців та активного наступу, курсанти опинились в оточенні. Було вирішено виходити через сусідній присілок, де базувались німці. Знищивши ворогів, молоді бійці сховались у лісі, який пізніше обстріляли з літаків. Живими вибрались лише 5 осіб, але чи лишаться і вони жити?

## В ролях
| Актор               | Роль               |
| ------------------- | ------------------ |
| Олексій Шкатов      | лейтенант Ястребов |
| Володимир Івашов    | капітан Рюмін      |
| Лев Дуров           | полковник          |
| Всеволод Шиловський | генерал-майор      |
| Гліб Морозов        | політрук           |
| Ігор Ромащенко      | курсант            |
| Олег Масленніков    | Будько             |
| Юрій Потапенко      | Гуляєв             |
| Михайло Барніч      | Гвозденко          |
| Леонід Бакштаєв     | майор НКВС         |
| Валерій Легін       | капітан            |

## Знімальна група
- Режисер-постановник: Олександр Ітигілов
- Сценарист: Валерій Залотуха, за участю Олександра Ітигілова
- Оператори-постановники: Олександр Ітигілов, Сергій Рябець
- Художник-постановик: Олексій Левченко
- Композитор: Володимир Дашкевич
- Режисер: Ю. Хоменко
- Оператор: А. Горлань
- Звукооператор: Ольга Верещагіна-Янко
- Художники по костюмах: В. Горлань, А. Литвиненко
- Художник по гриму: Ніна Одинович
- Монтажер: Світлана Кулик
- Комбіновані зйомки: оператор — А. Даниленко, художник — Михайло Полунін
- Редактор: Юрій Морозов
- Директор картини: Олексій Чернишов